# فهرست سفیران ایران در عمان
از تاریخ ۴ شهریور ماه ۱۳۵۰ بین ایران و عمان روابط سیاسی در سطح سفارت برقرار گردید.

## پهلوی
- بهمن زند فروردین ۱۳۵۱ – آبان ۱۳۵۴
- خسرو افشار آبان ۱۳۵۴ – دی ۱۳۵۴
- علی خردمه (سفیر) دی ۱۳۵۴ – خرداد ۱۳۵۷
- حسن ایزدی (سفیر) خرداد ۱۳۵۷ – فروردین ۱۳۵۸

## جمهوری اسلامی
- محمدحسین مؤیدالدین (کاردار موقت) اردیبهشت ۱۳۵۸ – آبان ۱۳۵۹
- صاحب شوشتری‌زاده (کاردار موقت) آبان ۱۳۵۹ – بهمن ۱۳۶۲
- محمدکاظم حسنی طباطبایی (کاردار موقت) بهمن ۱۳۶۲ – شهریور ۱۳۶۶
- نصرالله بختیاری‌نیا (کاردار موقت) شهریور ۱۳۶۶ – آبان ۱۳۶۷
- محمد عرب (سفیر) آبان ۱۳۶۷ – ۱۳۷۶
- نعمت‌الله ایزدی ۱۳۷۷ – ۱۳۸۱
- سیاوش زرگر یعقوبی
- محمدجواد آسایش زارچی ۱۳۸۱ – ۱۳۸۵
- مرتضی رحیمی زارچی ۱۳۸۵ – ۱۳۸۸
- حسین نوش‌آبادی ۱۳۸۸ – ۱۳۹۱
- علی‌اکبر سیبویه ۱۳۹۱ – خرداد ۱۳۹۵
- محمدرضا نوری شاهرودی فروردین ۱۳۹۶ – ۱۳۹۹
- علی نجفی ۱۳۹۹ – ۱۴۰۲
- موسی فرهنگ  [۱]  بهمن ۱۴۰۲ – اکنون